# Perilitus persimilis
Perilitus persimilis är en stekelart som beskrevs av De Saeger 1946. Perilitus persimilis ingår i släktet Perilitus och familjen bracksteklar. Inga underarter finns listade i Catalogue of Life.